# Leucòtoe
D'acord amb la mitologia grega, Leucòtoe (en grec antic Λευκοθόη) va ser una heroïna, filla d'Òrcam i d'Eurínome.
Va ser estimada per Hèlios i aquesta relació provocà la gelosia de Clícia, enamorada del déu, que va anar a explicar a Òrcam l'estupre de la seua filla. Aquest la va fer enterrar viva, i Hèlios, que no va arribar a temps de salvar-la, va fer créixer en aquell indret un heliotrop, la flor que mira sempre cap al sol, com si intentés veure el seu antic amant. Dels amors de Leucòtoe i Hèlios va néixer un fill, Tersàtor, que figura entre les llistes primitives dels argonautes.